# Sojus MS-06
Sojus MS-06 ist eine Missionsbezeichnung für den Flug des russischen Raumschiffs Sojus zur Internationalen Raumstation. Im Rahmen des ISS-Programms trug der Flug die Bezeichnung ISS AF-52S. Es war der 52. Besuch eines Sojus-Raumschiffs an der ISS und der 158. Flug im Sojusprogramm.

## Besatzung

### Hauptbesatzung
- Alexander Alexandrowitsch Missurkin (2. Raumflug), Kommandant (Russland/Roskosmos)
- Mark Thomas Vande Hei (1. Raumflug), Bordingenieur (USA/NASA)
- Joseph M. Acaba (3. Raumflug), Bordingenieur (USA/NASA)

### Ersatzmannschaft
- Anton Nikolajewitsch Schkaplerow (3. Raumflug), Kommandant (Russland/Roskosmos)
- Scott Tingle (1. Raumflug), Bordingenieur (USA/NASA)
- Shannon Walker (2. Raumflug), Bordingenieurin (USA/NASA)

## Missionsbeschreibung
Die Mission brachte drei Besatzungsmitglieder der ISS-Expeditionen 53 und 54 zur Internationalen Raumstation. Ursprünglich hätte dieser Raumflug zwei russische Raumfahrer als Teilnehmer der beiden Expeditionen zur ISS gebracht. Um Kosten im ISS-Betrieb zu sparen, strich Roskosmos einen Kosmonauten aus der Mission. Dies ermöglichte die zusätzliche Teilnahme von Joseph Acaba. Sein Flug wird von RKK Energija als Rückzahlung von Schulden an Boeing finanziert, die sich aus dem gemeinsamen Betrieb von Sea Launch ergeben hatten.
Sojus MS-06 koppelte planmäßig im „Expressmodus“, d. h. nach vier Erdumläufen am russischen ISS-Modul Poisk an.
Das Abdocken erfolgte am 27. Februar 2018 um 23:08 UTC, damit begann auf der Station die ISS-Expedition 55 mit Anton Schkaplerow als Kommandant. Die Landung erfolgte am nächsten Tag ca. 3 ½ Stunden später in der kasachischen Steppe 146 km südöstlich von Scheskasgan.

## Galerie

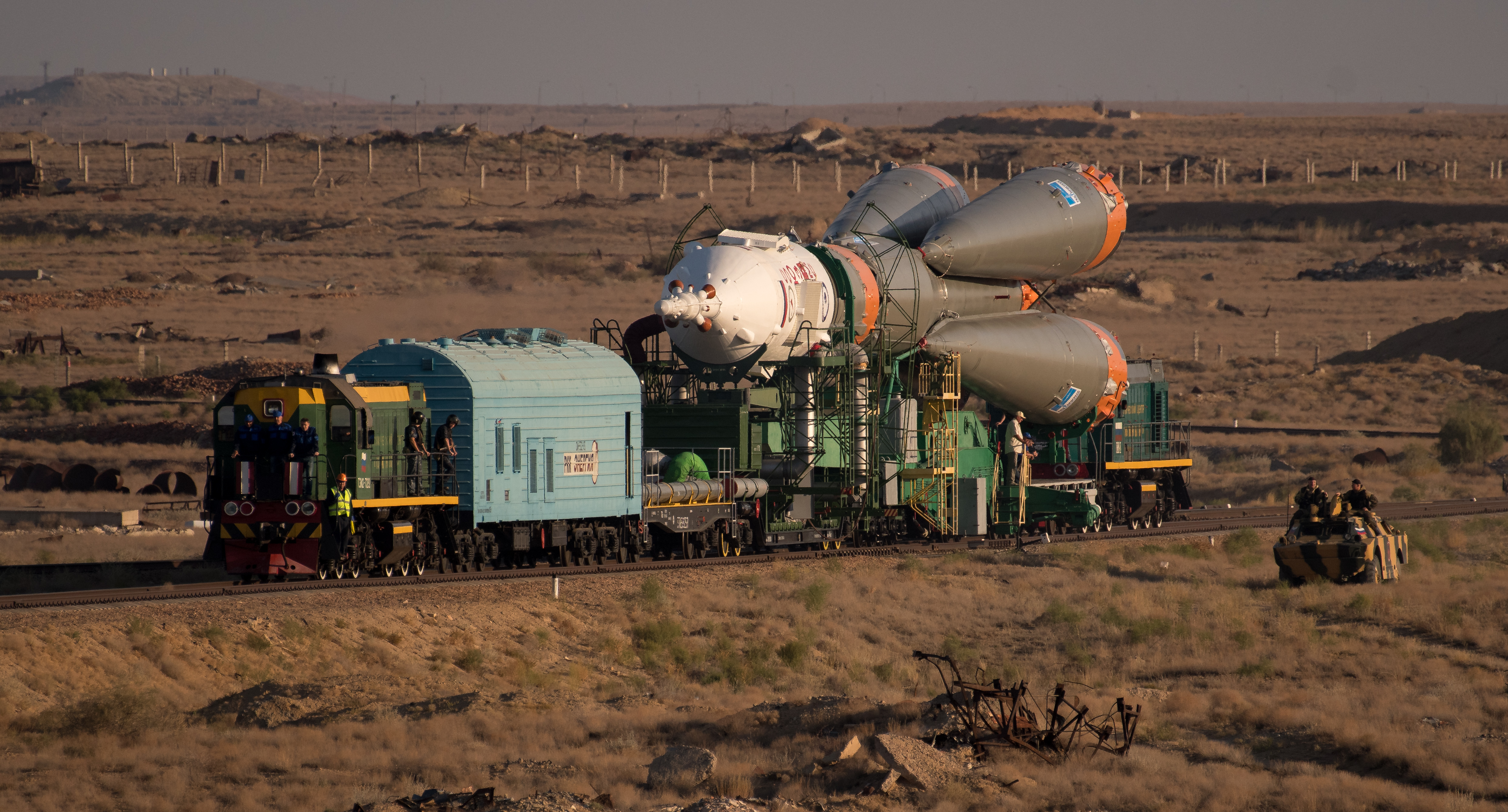
Der Rollout der Rakete am 10. September 2017
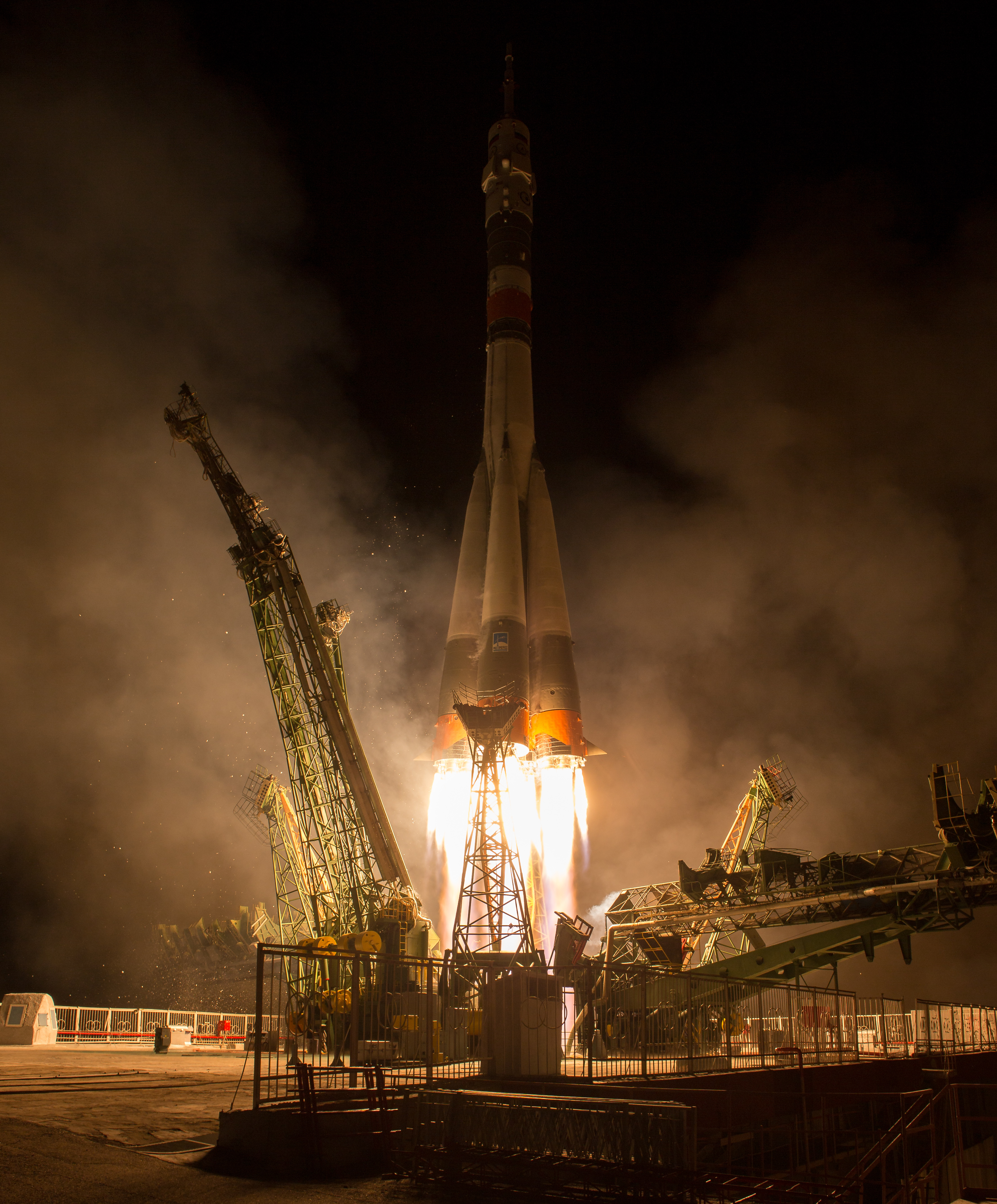
Der Start am 12. September
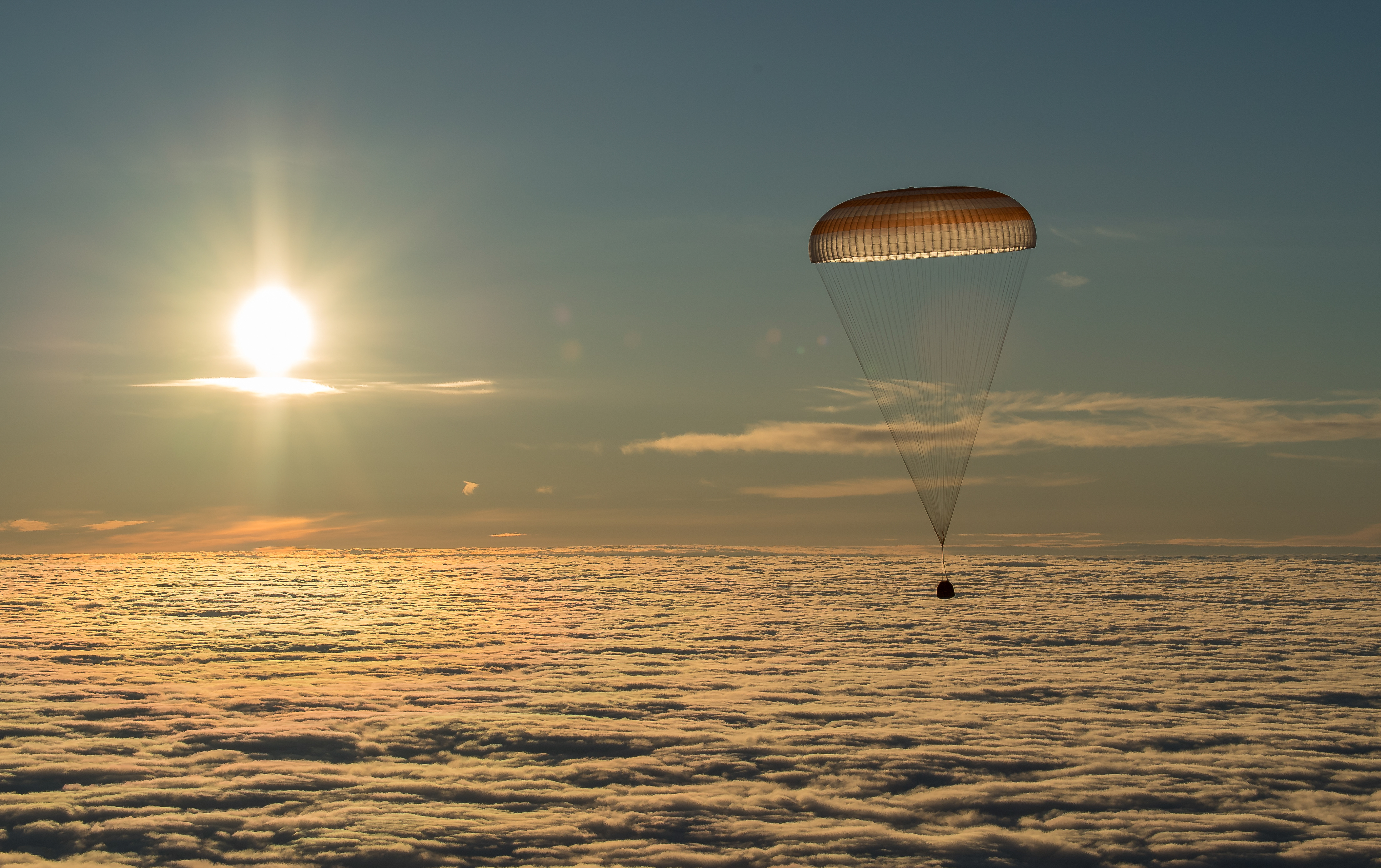
Die Landekapsel am Fallschirm am 28. Februar 2018
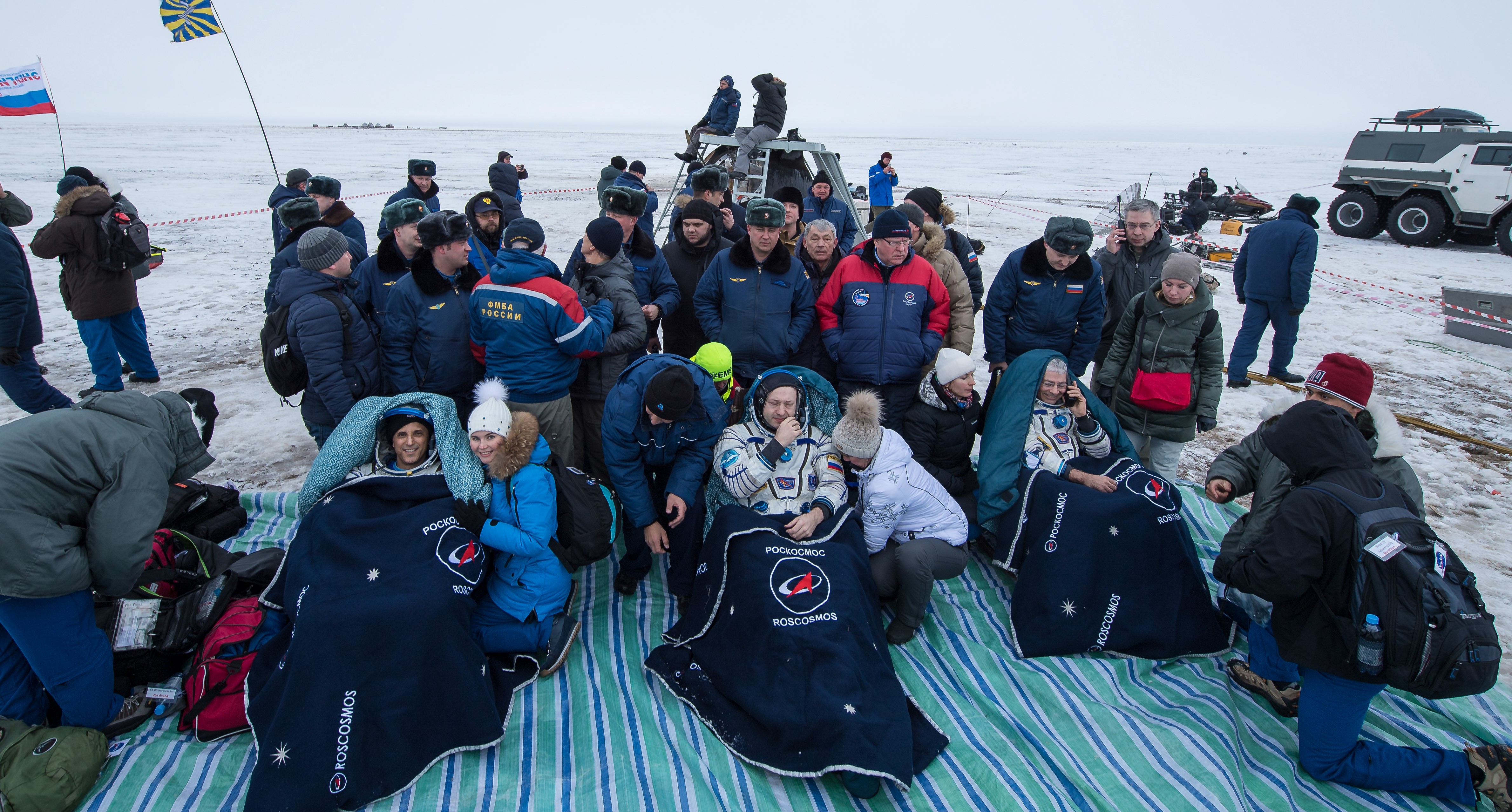
Die Crew mit den Helfern kurz nach der Landung